# Estádio Antônio Inácio de Souza
O Estádio Antônio Inácio de Souza, conhecido popularmente como Vera Cruz, é um estádio construído pelo Vera Cruz Futebol Clube, extinto clube de Caruaru, para partidas de futebol da Liga Desportiva Caruaruense (LDC), sua proprietária. Atualmente, o Porto de Caruaru manda seus jogos do Campeonato Pernambucano de Futebol da Série A2.
Após passar seis anos sem mandar jogos no estádio, em 2015 o estádio passou por reformas e ampliação do gramado, para que o clube pudesse jogar na primeira divisão estadual, daquele ano. Após o rebaixamento em 2016, só foi ano seguinte, em 2017 que o clube pode voltar a mandar no estádio, em jogos oficiais da FPF.
Em 2020, o estádio voltou a ser palco de jogos na primeira divisão estadual, onde o Decisão Sertânia e o Sport, se enfrentaram em jogo valido pelo Quadrangular do rebaixamento, do Campeonato Pernambucano de Futebol de 2020. Também na mesma competição, foi palco do jogo entre Decisão Sertânia e Vitória das Tabocas. A partida que seria o último jogo do ano, no estádio e a última participação na primeira divisão estadual, foi a decisão de qual das equipes seria rebaixadas ou se permaneceriam na elite do futebol pernambucano.
Em 2021, o estádio voltaria a ser palco de jogos oficiais da FPF neste ano. Foi realizado no estádio, um jogo entre Sport e Náutico, em jogo realizado pela segunda rodada do Campeonato Pernambucano de Futebol Feminino de 2020. O jogo, também marcava a retomada da competição que havia sido suspensa, devido a pandemia de COVID-19 entre as equipes envolvidas. O jogo terminou com vitória das Rubro-negras, pelo placar de 3 a 2.